# Божидар Стрехин
Божидар Стрехин е български кларинетист, основател и ръководител на групата „Млади Тракийци“, изключително популярна в Тракийска област. Осем години е бил заместник-кмет на община Раковски.

## Биография и творчество
Божидар Стрехин е роден на 10 август 1970 г. в град Раковски, Пловдивско. Любовта му към народната музика се предава по наследство в рода му по майчина линия. Неговият дядо, вуйчо и братовчеди са музиканти, като най-известният сред тях е саксофонистът Кънчо Хранеников (1962 – 1992), свирил с оркестрите „Тракия“ и „Орфей“.
От ранни детски години Божидар започва да свири на акордеон в школата на читалище „Св. св. Кирил и Методий“.
Още 10-годишен Божидар става ученик на Никола Илиев от „Конушенската група“, който през 1980 г. ръководи музикална школа в Първомай. От тази школа изпъкват имената и на други музиканти, като Петър Войников и Пламен Петков, които по-късно създават свои оркестри. Тогава баща му му купува и първия S-кларинет. От 1982 г. до 1987 г. Божидар участва в танцовия състав на читалището в град Раковски. След това участва и в местния оркестер „Здравец“. По време и след отбиване на редовната си военна служба той продължава своя музикантски път и свири на военни празници и в оркестър „Тракийски извор“. С този оркестър прави и първия си студиен запис в Радио Пловдив на „Еленкино хоро“.
В началото на 1993 г. създава и от тогава ръководи оркестър „Млади тракийци“, който бързо набира популярност в района на Пловдивско. Солисти в началото са Мария Пашева и Костадин Василев. Първият им издаден албум е през 1994 г. с име „За теб, Марийке“. Оркестър „Млади тракийци“ става лауреат на Надсвирването в Стамболово през 1996 г., след което веднага издава втория си албум „Сърдито любе“. През 2005 г. се появява и третият албум на оркестъра – „Полъх от Тракия“.
През пролетта на 2017 г. оркестър „Млади тракийци“ печели голямата награда на първия Фестивал на сватбените оркестри в Асеновград. През есента на 2017 г. отпразнува юбилейната си годишнина на сцената в Първомай по време на „Празника на тракийската народна музика“. В състава са работили кавалджията Недялко Недялков, саксофониста Миньо Георгиев (1947 – 2017), певците Димитър Богданов, Тонка Колева, Ваня Вълкова и Ивелина Иванова.
През февруари 2018 г. Божидар Стрехин в рамките на проекта „Класиците на българската сватбарска музика“ представя в Първо студио на БНР новите си проекти.
Освен в оркестъра, Божидар свири заедно с бивши колеги във фолклорен ансамбъл „Слав Бойкин“ в родния си град. Бил е дългогодишен председател на местното читалище.
От 2011 до 2019 г. по време на двата си мандата като заместник-кмет по културата на общината Божидар Стрехин е един от инициаторите за побратимяване на общините Чипровци и Раковски, откриване на паметник на кавалджията Никола Ганчев в село Шишманци, отличване на известни музиканти от общината и подкрепяне на редица инициативи.